# Альтман, Рихард
Рихард Альтман (нем. Richard Altmann; 12 марта 1852 — 7 декабря 1900, Губертусбург) — немецкий анатом и гистолог. Профессор Лейпцигского университета.
Рихард Альтман учился в Грайфсвальде, Кенигсберге, Марбурге и Гессене, где ему было присвоено звание доктора медицины в 1877 году. Затем он был помощником и прозектором в Лейпциге.
Альтман был одним из учёных, подготовивших своими работами создание модели двойной спирали ДНК. В 1889 году Альман впервые ввёл термин «нуклеиновая кислота», тогда же им был разработан первый удобный и общий способ выделения нуклеиновых кислот, свободных от белковых примесей. Умер в 1900-м году от нервного расстройства после шести лет болезни.